# ويليام آدم (بواق)
ويليام آدم (بالإنجليزية: William Adam)‏ هو بواق أمريكي، ولد في 21 أكتوبر 1917 في كانساس سيتي في الولايات المتحدة، وتوفي في 25 نوفمبر 2013 في بلومنغتون في الولايات المتحدة.